# Cyrtonia tuba
Cyrtonia tuba är en hjuldjursart som först beskrevs av Ehrenberg 1834.  Cyrtonia tuba ingår i släktet Cyrtonia och familjen Epiphanidae. Inga underarter finns listade i Catalogue of Life.